# Joseph Flummerfelt
Joseph Flummerfelt fue un director de orquesta y pedagogo musical estadounidense.

## Biografía
Flummerfelt estudió órgano y música en la Universidad DePauw, obteniendo la licenciatura en 1958. En 1962 realizó una maestría en dirección coral en el Conservatorio de Música de Filadelfia y en 1971 un doctorado en Artes Musicales en la Universidad de Illinois. También realizó estudios de verano con Julius Herford y Roger Wagner en San Diego (California) y con Nadia Boulanger en Fountainebleau, Francia.
Ejerció como instructor de música coral en la Universidad de Illinois, director de actividades corales en la Universidad DePauw y en la Universidad Estatal de Florida. Desde 1971, se desempeñó como director artístico y director principal del Westminster Choir College de Rider University en Princeton (Nueva Jersey). Fue director de actividades corales del Spoleto Festival USA en Charleston (Carolina del Sur). Desde 1977 fue el Maestro del Coro del Festival dei Due Mondi en Spoleto, Italia.
Flummerfelt fue nombrado maestro de coro de la Orquesta Filarmónica de Nueva York en 1979 e hizo su debut como director con la Filarmónica en 1988. A lo largo de su carrera ejerció como director invitado con la Orquesta Sinfónica de Nueva Jersey, la Orquesta de St. Luke's , la Sinfónica de Honolulu, la Sinfónica de San Antonio, la Sinfónica de Phoenix, la Orquesta del Festival de Spoleto, Bochumer Symphoniker (Alemania) y la Juilliard Symphony Orchestra, entre otras. Con la Orquesta Filarmónica de Nueva York, dirigió el estreno mundial de Voices of Light de Stephen Paulus, así como el Réquiem de Mozart, la Sinfonía de los Salmos de Ígor Stravinski en el Festival de Spoleto y las representaciones del Réquiem de Verdi con la Sinfónica de Hartford. Durante tres décadas, Joseph Flummerfelt colaboró en la preparación de cientos de actuaciones corales/orquestales con muchos directores eminentes, incluidos Claudio Abbado, Leonard Bernstein, Pierre Boulez, Riccardo Chailly, Carlo Maria Giulini, Kurt Masur, Zubin Mehta, Riccardo Muti, Seiji Ozawa y Wolfgang Sawallisch.
Joseph Flummerfelt realizó numerosas grabaciones discográficas como director de coro, incluyendo el Réquiem de guerra de Benjamin Britten, Un réquiem alemán y Schicksalslied de Johannes Brahms con Kurt Masur y la Orquesta Filarmónica de Nueva York. Con Leonard Bernstein grabó la Sinfonía n.° 2 y la Sinfonía n.° 3 de Gustav Mahler, ganadora de un premio Grammy. Con la Orquesta de Filadelfia, bajo la dirección de Riccardo Muti grabó Tosca de Puccini y Romeo y Julieta de Berlioz. Su grabación con el Westminster Choir de las obras corales de Brahms, publicada bajo el título de Singing for Pleasure en 1996 fue elegida por The New York Times como favorita entre todas las grabaciones existentes de Johannes Brahms.
Flummerfelt falleció el 1 de marzo de 2019, a los 82 años, de un derrame cerebral en su casa de Indianápolis.